# Salle Michel-Gloaguen
La Salle omnisports Michel-Gloaguen est une salle omnisports situé dans le quartier de la Gare de Quimper dans la ville de Quimper, dans le Finistère. La salle principale, inaugurée en 1994 a une capacité de 2 230 places, toutes assises. Agrandie à plusieurs reprises, elle s'est adaptée à son utilisation par les Béliers de Kemper, qui depuis leur création en 1984, joue dans cette salle. Cette équipe joue aussi en Pro B, deuxième division française de basket-ball.

## Histoire de la salle

### Construction et inauguration de la salle

#### Projet d'une salle omnisports
Après l'abandon d'un projet de salle de sports à édifier sur la place La Tour d’Auvergne en 1950, le choix de la municipalité se porte sur la prairie Méret, en bordure de l'Odet, derrière la gare. La délibération du conseil municipal le 14 janvier 1957 approuve les plans conçus par l'architecte C. Louarn, pour un devis estimatif de 60 MF. L'arrêté d'approbation technique est signé le 12 février suivant et une subvention de 15 MF est attribuée le 20 juin. 

#### Construction de la salle omnisports
Les travaux de la salle omnisports commence le 19 avril 1957 et se termine le 15 octobre 1958. La salle omnisports est inaugurée le 11 janvier 1959, dès lors elle fait l'objet de travaux d'entretien réguliers. Il s'agit d'un bâtiment conçu de forme rectangulaire, ses deux axes rectangulaires correspondant à ceux des deux terrains de jeux, un terrain de basket-ball de 26 m x 14 m dans un terrain de handball de 40 m x 20 m, lequel aurait une zone libre tout autour de un mètre de large, laissant encore un espace libre de 3 mètres à chaque bout et de 2 m, 40 de chaque côté, entre la clôture de hand-ball et les premiers gradins. Les fondations sont en béton, l’ossature des murs en béton armé, le remplissage en parpaings de ciment enduits au mortier bâtard. La charpente est entièrement métallique, sans aucune pièce de bois, la couverture en plaques ondulées de fibro-ciment et de matière plastique suivant les indications des plans. Le bâtiment est donc complètement incombustible, sauf le parquet de l’aire de jeu. L’éclairage de la salle sera exclusivement assuré par les plaques en matière plastique de la toiture.  

### Après inauguration de la salle
La salle, possédant deux tribunes, peut accueillir 1 600 spectateurs. L'année suivante, un pavillon de conciergerie, est construit sur les plans des services techniques par l'entreprise Jourdain, d'Ergué-Armel. La même année, l'Amicale Laïque de Quimper Volley-ball s'installe dans la salle. Aucune évolution n'est apportée à la salle durant les vingt prochaines années. En 1982, elle accueille le concert du groupe Téléphone devant 3 500 spectateurs . Deux ans plus tard, la section basket-ball de l'UJAP Quimper est créée et joue dès lors dans la salle omnisport. En 1988, elle accueille le concert du chanteur Johnny Hallyday. En 1994, à la suite de l'inauguration de la Halle des Sports d'Ergué-Armel, le QV89 quitte cette salle pour la halle d'Ergué-Armel. En 2002, la salle omnisports est renommée Salle Michel-Gloaguen. Deux années plus tard, grâce à une excellente saison, l'UJAP est promu en Pro B.

### Extension de la salle
En 2004, des gradins d'une capacité de 181 places sont rajoutés derrière les paniers. En 2005, à la suite de la montée de l'UJAP en Pro B, la ville de Quimper décide l'augmentation d'accueil du public de la salle, (150 000 € pour 400 places). Cette capacité supplémentaire sera possible grâce à un rehaussement de combles, pour pouvoir rajouter troi3 rangs à chaque tribune et donc augmenter la capacité de 400 places assises. Après cette extension passe à 2 049 places assises. 

### Après extension et avenir de la salle
Durant la première saison de l'UJAP en Pro B, la salle accueille en moyenne 1 590 spectateurs à chaque rencontre. Durant les 8 saisons de l'UJAP, en Pro B, la salle accueille en moyenne entre 1 400 et 2 000 spectateurs. En 2017, à la suite de la montée du club en Pro B, la capacité de la salle passe de 2 049 à 2 230 places assises. Lors de la saison 2018-2019, la salle accueille 2 112 spectateurs à chaque match, soit un taux de remplissage de 94 %. Le 23 décembre 2019, la salle accueille 2 250 spectateurs, record d'affluence de la salle pour un match de Basket-ball. À la suite du projet d'une nouvelle salle de 3 000 places assises proche de la Gare. L'utilité de la Salle Michel-Gloaguen sera mis en question, la salle, trop vétuste, trop petite, n'est plus adapté pour accueillir les basketteurs quimpérois, chaque rencontre se joue à guichets fermés. La salle sera soit réaménagé soit détruite.

### Autres références
1. 1 2  « Basket-ball. Pro B : À la maison, l'Ujap finit l'année en beauté », sur www.ouest-france.fr (consulté le 14 août 2021)
2. 1 2  « Neil Young, Scorpions ou Téléphone à Quimper : ce que disait la presse de l’époque », sur www.ouest-france.fr (consulté le 14 août 2021)
3. 1 2  « Salle omnisports Michel Gloaguen, 29 impasse de l'Odet (Quimper) », sur patrimoine.bzh (consulté le 14 août 2021)
4. ↑  « Février 1988. Johnny met le feu à la salle omnisports », sur www.letélégramme.fr (consulté le 14 août 2021)
5. ↑  « Inauguration émouvante de la salle Michel-Gloaguen », sur www.letélégramme.fr (consulté le 14 août 2021)